# Sandra Faber
Sandra Moore Faber (Boston, Estados Unidos, 28 de diciembre de 1944) es una física y doctora en astronomía dedicada al estudio de la formación y evolución de las galaxias, y de la evolución de la estructura del universo, además trabaja como profesora Universitaria en Astronomía. Es coautora de la relación Faber-Jackson.

## Trayectoria
Estudió la licenciatura en física en la Universidad de Swarthmore y se recibió con altos honores en 1966, luego continuó su carrera con un doctorado en astronomía por Harvard (tesis: Photometry of elliptical galaxies in multiple systems) en 1972. A partir de ese año comenzó su trabajo en el Observatorio Lick de la Universidad de California, en Santa Cruz (UCSC). Dos de sus grandes contribuciones son la instalación del Observatorio Keck en Hawái, así como formar parte del equipo de diseño del Wide-Field Camera del telescopio espacial Hubble, e incluso ayudó a identificar un problema en el lente del Hubble que puso en riesgo su uso ya que las fotos salían con aberraciones esféricas.
Su trabajo ha tenido gran influencia sobre la teoría del Big Bang. Es reconocida en su campo por sus aportes al diseño y uso de grandes telescopios.
La Relación Faber-Jackson, desarrollada en colaboración con Robert Jackson en el Observatorio Lick, relaciona el tamaño de las galaxias elípticas con las velocidades orbitales internas de las estrellas que las componen. Es una ley del movimiento de las galaxias y proporcionó una fórmula para determinar la distancia de las galaxias.
En 1984 escribió junto a John Gallaher un artículo exponiendo que las galaxias estaban rodeadas de enormes nubes de materia sin luz, fría e invisible, denominada materia oscura. Tenían la hipótesis de que las galaxias habían sido formadas a partir de esta materia, lo cual apoya el punto de vista de que el universo está constituido de materia caliente formada por neutrinos.
Faber también formó parte del grupo de científicos (conocidos como los siete samuráis) que identificó el "Gran Atractor", una concentración de galaxias cuya fuerza gravitatoria afecta a una zona de 100 millones de años luz, lo cual parece contradecir el modelo expansionista del universo.
Entre los proyectos en los que participó, ayudó a crear el proyecto CANDELS, que fue la muestra estadística más grande que tomó el Telescopio Hubble del universo.
Es la investigadora principal del proyecto DEIMOS (Deep-Imaging Multiobject Spectrograph).
Es miembro núcleo del proyecto DEEP (Deep Extragalactic Evolutionary Probe), un relevamiento a gran escala de galaxias distantes usando los telescopios mellizos Keck, y el Hubble Space Telescope.
Actualmente dedica su tiempo trabajando en el Lick Observatory.

## Premios y distinciones
- Harvard Centennial Medal.
- Medalla Nacional de Ciencia.[1]
- Franklin Institute's Bower Award.[10]
- Prize for Achievement in Science.[10]
- Medalla Bruce de la Sociedad Astronómica del Pacífico.[10][6]
- Russell Prize of the American Astronomical Society.[10]
- 1985ː Premio Dannie Heineman de Astrofísica.
- 2011ː Henry Norris Russell Lectureship.
- 2012ː Medalla Bruce.
- 2012ː Medalla Karl Schwarzschild.
- 2016ː Medalla de la Academia de Ciencia de california.[1]
- 2016ː Doctorado honorario por la Amherst College.[10]
- 2017: Premio Gruber de Cosmología[11]
- 2019ː Doctorado honoris causa por la Universidad Nacional Autónoma de México[12]